# Pehr Osbeck

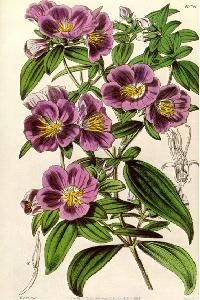
Osbeckia chinensis, getekend door Osbeck

Pehr Osbeck (parochie Hålanda in het huidige Ale, 9 mei 1723 – Hasslöv, 23 december 1805) was een Zweedse botanicus en ontdekkingsreiziger.
Hij studeerde te Uppsala met Carl Linnaeus. Van 1750–1752 reisde hij op het schip de Prins Carl naar Azië waar hij vier maanden lang de fauna, de flora en de mensen bestudeerde in de provincie Guangdong in China. Hij keerde net op tijd terug naar Zweden om zo'n 600 Aziatische planten door Linnaeus te kunnen laten toevoegen aan zijn publicatie Species plantarum uit 1753. In 1757 publiceerde Osbeck het verslag van zijn reis naar China: Dagbok öfwer en ostindisk Resa åren. Het werd vertaald in het Duits (1762) en Engels (1771). Hij eindigde zijn carrière als parochiepriester en zijn naam leeft voort in het plantengeslacht Osbeckia uit de familie Melastomataceae.